# Walther MP
Walther MP (Maschinenpistole) là một trong các loại súng tiểu liên sử dụng loại đạn 9x19mm Parabellum mà hãng Walther đã chế tạo. Loại súng này được phát triển từ cuối những năm 1950 đến đầu những năm 1960 và việc chế tạo hàng loạt bắt đầu từ năm 1963.

## Thiết kế
Walther MP sử dụng hệ thống nạp đạn blowback, bắn khi bolt mở và có thể chọn chế độ bắn. khóa nòng được thiết kế hình chữ L. Khối lượng của súng tập trung ở phần nòng súng và phía trước khóa nòng. Nút kéo lên đạn được thiết kế tách biệt không di chuyển khi bắn. Thân súng được làm bằng các mảnh thép ép. Nút khóa an toàn và chọn chế độ bắn được đặt ở phía sau cò bên trái tay cầm cò súng. Báng súng làm dạng khung bằng thép có thể gấp về phía tay phải.

## Biến thể
Có hai mẫu biến thể là MPK (Maschinenpistole Kurz) (ngắn) và MPL (Maschinenpistole Lang) (dài) sử khác biệt của hai biến thể này là chiều dài của nòng súng.

## Các nước sử dụng
- Brazil
- Colombia
- Đức
- Hoa Kỳ
- Mexico
- Bồ Đào Nha
- Venezuela
- Zimbabwe